# Núi Cóc (Kiên Giang)
Đối với các định nghĩa khác, xem Núi Cóc (định hướng).

Núi Cóc là một ngọn núi nhỏ nằm gần biển, thuộc địa phận xã Bình An, huyện Kiên Lương, tỉnh Kiên Giang. Đây là ngọn núi đá vôi kích thước nhỏ, diện tích chỉ có 0,5 ha (5.000 m2). Tài nguyên đá vôi của núi được đánh giá là có chất lượng kém, hiện được xếp vào diện khai thác và sẽ bị xóa sổ trong thời gian tới.

### Sách và tài liệu
- Anh Động (2010). Sổ tay địa danh Kiên Giang. Nhà xuất bản Đại học quốc gia Hà Nội. ISBN 9786046202912.
- (Tài liệu). {{Chú thích tài liệu}}: |title= trống hay bị thiếu (trợ giúp); Chú thích document cần |publisher= (trợ giúp); Đã bỏ qua tham số không rõ |ngày truy cập= (trợ giúp); Đã bỏ qua tham số không rõ |nhà xuất bản= (trợ giúp); Đã bỏ qua tham số không rõ |năm= (trợ giúp); Đã bỏ qua tham số không rõ |tác giả= (trợ giúp); Đã bỏ qua tham số không rõ |tựa đề= (trợ giúp); Đã bỏ qua tham số không rõ |url-status= (trợ giúp); Đã bỏ qua tham số không rõ |url= (trợ giúp)